# Batalla de Formentera (1529)
La batalla de Formentera de 1529 fou una de les batalles entre l'imperi habsburg i l'Imperi Otomà.

## Antecedents
Un dels projectes més importants de l'Imperi Otomà al segle XVI va ser l'evacuació i el reallotjament d'alguns dels musulmans i els jueus del Regne de València després de la derrota de l'últim reducte àrab a Espanya per Isabel I de Castella. Aydın Reis Caccia Diavolo va participar en aquest projecte i en 1529, en col·laboració amb Salih Reis va començar la transferència dels musulmans des del port d'Oliva, a terres otomanes.

## Batalla
Una flota espanyola de vuit galeres comandades per Rodrigo Portuondo, comandant de la flota de Castella, va tornar de Gènova, passant per Palamós i Barcelona els va perseguir, coneixent quan era a Eivissa que la flota otomana era a Formentera.
Aydın Reis va desembarcar els passatgers a les Balears i van enfrontar-se amb la flota espanyola prop de l'illa de Formentera en el qual la flota espanyola va ser derrotada i Rodrigo Portuondo, el comandant va morir en el combat.

## Conseqüències
Set de les galeres castellanes foren capturades i els soldats traslladats per ser esclavitzats a la recent conquerida Alger.